# Diego Valencia
Diego Martín Valencia Morello (Viña del Mar, 14 de enero de 2000) es un futbolista profesional chileno que se desempeña como delantero y actualmente milita en Universidad Católica de la Primera División de Chile. Además, ha sido internacional absoluto con la selección chilena desde 2021.

## Trayectoria
Nació en Viña del Mar, pero rápidamente se fue a vivir a La Serena. En la ciudad de los campanarios participó en una de las academias de la ciudad y, posteriormente, pasa a formar parte de los cadetes del cuadro papayero donde se forma como jugador hasta los 14 años, cuando Carlos Ramírez se fijó en él y lo llevó al club de la Universidad Católica.

### Universidad Católica

#### Debut y primeros años profesionales
Debutó como profesional el 21 de julio de 2018 entrando de titular en el empate a 2 contra Deportes Iquique por la fecha 16 de la Primera División de Chile. La fecha siguiente volvería a ingresar esta vez viniendo desde la banca cuando en el nuevo empate a 2 del club frente a Palestino el 28 de julio. A final de temporada el club se consagró campeón de la Primera División, y en consecuencia su primer título con la institución.
Para la temporada 2019, marcó sus primeros goles profesionales el 15 de febrero de 2019, en el partido correspondiente a la primera fecha del torneo de la Primera División 2019, donde el club tuvo un triunfó 2 a 1 frente a Coquimbo Unido con doblete de Valencia. En junio de ese año, Valencia sufrió una fractura de cráneo tras caerle un fierro en la cabeza, al volver a las canchas llegó a marcar 2 goles más por el torneo nacional frente a Universidad de Concepción y Deportes Antofagasta, respectivamente.
Tras sus actuaciones en el campeonato nacional, en mayo de 2019, extendió su vínculo con Universidad Católica hasta 2021. Ese mismo año, ganó la Supercopa de Chile 2019, y a fines de temporada festejó un bicampeonato al quedarse con la copa de la Primera División 2019.

#### Nueva posición y titularidad con el club
Tras la llegada de Fernando Zampedri en 2020 quien se consolidó como 9 titular en Universidad Católica, con Ariel Holan en ese entonces entrenador del club, comenzó a jugar como delantero por derecha y por izquierda, y en ocasiones especiales de volante, recibiendo críticas por los aficionados del club.
Durante la temporada 2020 marcó la misma cantidad de goles por torneo nacional que su temporada pasada, un total de cuatro anotaciones, siendo fundamental en la fecha 2 en el triunfo frente a O'Higgins donde marcaría al minuto 91' el definitivo 3 a 2, y en la fecha 28 frente a Deportes Iquique donde ingresaría como suplente durante un saque de esquina al minuto 69' por Marcelino Núñez y un minuto después en la misma jugada, marcaría de cabeza el triunfo 1 a 0 de su club, que aumentó la ventaja del club por el campeonato nacional.
En febrero de 2021, celebró un tricampeonato con Universidad Católica al ganar el campeonato Primera División 2020. Posteriormente al título, producto del retraso que provocó la pandemia del coronavirus la Supercopa 2020 se terminó jugando en marzo de 2021, donde la escuadra cruzada se coronó campeón con un triunfo 4-2 sobre Colo Colo.

#### Adaptación y un tetracampeonato nacional
Con la llegada de Gustavo Poyet, Valencia comenzó a jugar con mayor frecuencia como delantero por derecha, el día 5 de mayo de 2021, marcó su primer gol a nivel internacional en la victoria 3 a 1 contra Nacional de Uruguay por la Copa Libertadores, en el partido marcaría el segundo gol de su equipo. Tres semanas después, contra Atlético Nacional, marcó nuevamente en Copa Libertadores, en esta ocasión fue fundamental para la clasificación del elenco cruzado a octavos de final tras 10 años sin alcanzar aquella fase.
En noviembre de ese año, con el club disputó la final de la Supercopa 2021 frente a Ñublense, donde la UC se coronó en tanda de penales tricampeón de esta competencia, siendo Valencia el autor del último penal que le dio el título a la institución. También la institución se coronó tetracampeón del torneo nacional, tras ganar las ediciones 2018, 2019, 2020 y 2021, Valencia formó parte de todos los torneos y esta nueva estrella se convirtió en su séptimo título con la franja. Finalmente, la temporada 2021 se convirtió en el año donde más partidos jugó con un total de 42 presentaciones, asimismo fue su año más goleador con 17 tantos, superando los 5 goles que alcanzó en 2019. Por torneo nacional, fue el segundo jugador con más goles de Universidad Católica con 14 goles, solo por detrás de Zampedri que alcanzó 23 anotaciones.
Para la temporada 2022, Valencia perdió la titularidad indiscutida con Paulucci, anotando durante su dirección técnica solo un gol por el torneo nacional, con la llegada de Holan volvió a jugar más minutos marcando un gol ante Antofagasta por la liga nacional, un doblete por la Copa Chile ante San Felipe, y marcando su primer gol por el partido de ida de la Copa Sudamericana ante São Paulo de Brasil. El 7 de julio de 2022, por el partido de vuelta de los octavos de final la UC quedó eliminada ante el cuadro brasileño de la Sudamericana, cuyo encuentro se convirtió en su último partido con la institución.

### Salernitana
El 11 de julio de 2022 es anunciado como nuevo refuerzo de la Salernitana de la Serie A italiana, con un contrato hasta el fin de la temporada 2025-26 por un monto cercano a los 2.5 millones de euros.

### Atromitos
Tras no lograr regularidad, y luego de no lograr fichar por Palermo tras no aprobar los exámenes médicos, SD Eibar por no realizar los trámites dentro de plazo y Al-Tai por fichar a otro jugador en su puesto, el 10 de septiembre de 2023 fue anunciada su cesión al Atromitos F. C. de la Superliga de Grecia.

### Segunda etapa en Universidad Católica
Luego de que el club italiano Salernitana resolvió que el caso del bajo rendimiento de Diego Valencia se debía a una incapacidad deportiva del jugador, en febrero del año 2025 se llegó a un mutuo acuerdo de rescindir del contrato previamente acordado, permitiendo que el viñamarino pudiese acordar su regreso al cuadro cruzado. 

## Selección nacional

### Selecciones menores
Su primera participación sería con la Selección de fútbol sub-17 de Chile que jugaría el Campeonato Sudamericano de Fútbol Sub-17 de 2017, en Chile, donde jugaría en tres partidos. En el Sudamericano Sub-20 en Chile, jugaría en dos partidos, quedando eliminado con su selección en la fase de grupos.
En abril de 2019 es convocado por Bernardo Redín, asistente técnico de Reinaldo Rueda en la Selección Nacional de Chile, para integrar el primer microciclo de preparación de cara al Torneo Maurice Revello 2019 de la Selección Chilena Sub-23.

#### Participaciones en Mundiales
| Torneo                 | Sede  | Resultado    | Partidos | Goles | Asis. |
| ---------------------- | ----- | ------------ | -------- | ----- | ----- |
| Mundial Sub-17 de 2017 | India | Primera fase | 2        | 0     | 0     |

#### Participaciones en Sudamericanos
| Torneo                      | Sede  | Resultado    | Partidos | Goles | Asis. |
| --------------------------- | ----- | ------------ | -------- | ----- | ----- |
| Sudamericano Sub-17 de 2017 | Chile | Subcampeón   | 3        | 0     | 0     |
| Sudamericano Sub-20 de 2019 | Chile | Primera fase | 2        | 0     | 1     |

#### Participaciones en Preolímpicos
| Torneo                     | Sede     | Resultado    | Partidos | Goles | Asis. |
| -------------------------- | -------- | ------------ | -------- | ----- | ----- |
| Preolímpico Sub-23 de 2020 | Colombia | Primera fase | 1        | 0     | 0     |

### Selección absoluta
El 4 de diciembre de 2021, fue convocado por Martín Lasarte, director técnico de la selección chilena adulta, para disputar partidos amistosos frente a México y el Salvador.

### Copas América

#### Copa América 2021
El 27 de junio de 2021, fue convocado por Martín Lasarte, director técnico de la selección chilena adulta, para disputar la segunda fase de la Copa América 2021, luego de la lesión de Guillermo Maripán. El día 2 de julio debutó con la camiseta de la selección chilena al ingresar al minuto 89' en el encuentro frente a la selección de Brasil por los cuartos de final de la Copa América 2021 en el estadio Olímpico Nilton Santos de Río de Janeiro. Dicho partido terminaría a favor del cuadro brasileño por 1 a 0 lo que significo la eliminación del combinado chileno del torneo.

### Clasificatorias

#### Clasificatorias Catar 2022
Luego del impedimento de los clubes de Inglaterra de ceder a los jugadores para disputar encuentros de las clasificatorias, fue convocado para suplir la ausencia de Ben Brereton para los partidos frente a Ecuador y Colombia. Debutó el 5 de septiembre de 2021 por las clasificatorias en el encuentro disputado frente a Ecuador en el Estadio Rodrigo Paz Delgado de Quito, dicho partido terminaría en una igualdad sin goles.

#### Participaciones en Copas América
| Torneo            | Sede   | Resultado        | Partidos | Goles | Asist. |
| ----------------- | ------ | ---------------- | -------- | ----- | ------ |
| Copa América 2021 | Brasil | Cuartos de final | 1        | 0     | 0      |

#### Participaciones en Clasificatorias a Copas del Mundo
| Eliminatorias            | País  | Resultado | Posición | Partidos | Goles | Asist. |
| ------------------------ | ----- | --------- | -------- | -------- | ----- | ------ |
| Eliminatorias Catar 2022 | Catar | Eliminado | 7º lugar | 1        | 0     | 0      |

### Partidos internacionales
Actualizado hasta el 23 de septiembre de 2022.
| Partidos internacionales | Partidos internacionales | Partidos internacionales                                | Partidos internacionales | Partidos internacionales | Partidos internacionales | Partidos internacionales | Partidos internacionales | Partidos internacionales | Partidos internacionales     |
| N.º                      | Fecha                    | Estadio                                                 | Local                    | Resultado                | Visitante                | Goles                    | Asistencias              | DT                       | Competición                  |
| ------------------------ | ------------------------ | ------------------------------------------------------- | ------------------------ | ------------------------ | ------------------------ | ------------------------ | ------------------------ | ------------------------ | ---------------------------- |
| 1                        | 2 de julio de 2021       | Estadio Olímpico Nilton Santos, Río de Janeiro, Brasil  | Brasil                   | 1-0                      | Chile                    |                          |                          | Martín Lasarte           | Copa América 2021            |
| 2                        | 5 de septiembre de 2021  | Estadio Rodrigo Paz Delgado, Quito, Ecuador             | Ecuador                  | 0-0                      | Chile                    |                          |                          | Martín Lasarte           | Clasificatorias a Catar 2022 |
| 3                        | 9 de diciembre de 2021   | Q2 Stadium, Austin, Estados Unidos                      | México                   | 2-2                      | Chile                    |                          |                          | Martín Lasarte           | Amistoso                     |
| 4                        | 12 de diciembre de 2021  | Banc of California Stadium, Los Ángeles, Estados Unidos | El Salvador              | 0-1                      | Chile                    |                          |                          | Martín Lasarte           | Amistoso                     |
| 5                        | 6 de junio de 2022       | Estadio Mundialista de Daejeon, Daejeon, Corea del Sur  | Corea del Sur            | 2-0                      | Chile                    |                          |                          | Eduardo Berizzo          | Amistoso                     |
| 6                        | 10 de junio de 2022      | Estadio Noevir Kobe, Kōbe, Japón                        | Chile                    | 0-2                      | Túnez                    |                          |                          | Eduardo Berizzo          | Copa Kirin 2022              |
| 7                        | 14 de junio de 2022      | Panasonic Suita, Suita, Japón                           | Chile                    | 0-0                      | Ghana                    |                          |                          | Eduardo Berizzo          | Copa Kirin 2022              |
| 8                        | 23 de septiembre de 2022 | RCDE Stadium, Barcelona, España                         | Marruecos                | 2-0                      | Chile                    |                          |                          | Eduardo Berizzo          | Amistoso                     |
| 9                        | 16 de noviembre de 2022  | Estadio del Ejército Polaco, Varsovia, Polonia          | Polonia                  | 1-0                      | Chile                    |                          |                          | Eduardo Berizzo          | Amistoso                     |
| Total                    | Total                    | Total                                                   | Presencias               | 8                        | Goles                    | 0                        |                          |                          |                              |

| Selección chilena | Selección chilena | Selección chilena |
| Año               | Partidos          | Goles             |
| ----------------- | ----------------- | ----------------- |
| 2021              | 4                 | 0                 |
| 2022              | 5                 | 0                 |
| Total             | 9                 | 0                 |

## Estadísticas

### Clubes
| Club                         | Div.          | Temporada     | Liga  | Liga  | Liga   | Copas nacionales | Copas nacionales | Copas nacionales | Torneos internacionales | Torneos internacionales | Torneos internacionales | Total | Total | Total  |
| Club                         | Div.          | Temporada     | Part. | Goles | Asist. | Part.            | Goles            | Asist.           | Part.                   | Goles                   | Asist.                  | Part. | Goles | Asist. |
| ---------------------------- | ------------- | ------------- | ----- | ----- | ------ | ---------------- | ---------------- | ---------------- | ----------------------- | ----------------------- | ----------------------- | ----- | ----- | ------ |
| Universidad Católica · Chile | 1.ª           | 2018          | 2     | 0     | 1      | 1                | 0                | 0                | —                       | —                       | —                       | 3     | 0     | 1      |
| Universidad Católica · Chile | 1.ª           | 2019          | 17    | 4     | 2      | 3                | 1                | 0                | 5                       | 0                       | 0                       | 25    | 5     | 2      |
| Universidad Católica · Chile | 1.ª           | 2020          | 30    | 4     | 1      | 1                | 0                | 2                | 9                       | 0                       | 0                       | 40    | 4     | 3      |
| Universidad Católica · Chile | 1.ª           | 2021          | 31    | 14    | 3      | 3                | 1                | 1                | 8                       | 2                       | 1                       | 42    | 17    | 5      |
| Universidad Católica · Chile | 1.ª           | 2022          | 13    | 2     | 2      | 2                | 2                | 0                | 7                       | 1                       | 0                       | 22    | 5     | 2      |
| Salernitana · Italia         | 1.ª           | 2022-23       | 12    | 0     | 0      | 1                | 0                | 0                | —                       | —                       | —                       | 13    | 0     | 0      |
| Atromitos · Grecia           | 1.ª           | 2023-24       | 29    | 2     | 3      | 5                | 0                | 1                | —                       | —                       | —                       | 34    | 2     | 4      |
| Atromitos · Grecia           | Total club    | Total club    | 29    | 2     | 3      | 5                | 0                | 1                | 0                       | 0                       | 0                       | 34    | 2     | 4      |
| Salernitana · Italia         | 2.ª           | 2024-25       | 4     | 1     | 0      | 1                | 0                | 0                | —                       | —                       | —                       | 5     | 1     | 0      |
| Salernitana · Italia         | Total club    | Total club    | 16    | 1     | 0      | 2                | 0                | 0                | 0                       | 0                       | 0                       | 18    | 1     | 0      |
| Universidad Católica · Chile | 1.ª           | 2025          | 14    | 2     | 1      | 3                | 0                | 0                | 1                       | 0                       | 0                       | 18    | 2     | 1      |
| Universidad Católica · Chile | Total club    | Total club    | 107   | 26    | 9      | 13               | 4                | 3                | 30                      | 3                       | 1                       | 150   | 33    | 14     |
| Total carrera                | Total carrera | Total carrera | 152   | 29    | 12     | 20               | 4                | 4                | 30                      | 3                       | 1                       | 202   | 36    | 18     |
| 1. 2. 3.                     |               |               |       |       |        |                  |                  |                  |                         |                         |                         |       |       |        |

#### Goles internacionales
| Goles internacionales | Goles internacionales | Goles internacionales | Goles internacionales | Goles internacionales | Goles internacionales | Goles internacionales | Goles internacionales | Goles internacionales | Goles internacionales |
| Fecha                 | Resultados            | Resultados            | Resultados            | Resultados            | Lugar                 | Estadio               | Temporada             | Temporada             | Gol                   |
| --------------------- | --------------------- | --------------------- | --------------------- | --------------------- | --------------------- | --------------------- | --------------------- | --------------------- | --------------------- |
| 06-05-2021            | Universidad Católica  | 3                     | 1                     | Nacional              | Santiago              | San Carlos            | 2021                  | Copa Libertadores     | 1                     |
| 27-05-2021            | Universidad Católica  | 2                     | 0                     | Atlético Nacional     | Santiago              | San Carlos            | 2021                  | Copa Libertadores     | 1                     |
| 01-07-2022            | Universidad Católica  | 2                     | 4                     | São Paulo             | Santiago              | San Carlos            | 2022                  | Copa Sudamericana     | 1                     |

### Selecciones
| Selección      | Temporada     | Amistosos | Amistosos | Amistosos | Sudamérica | Sudamérica | Sudamérica | Mundial | Mundial | Mundial | Total | Total | Total  |
| Selección      | Temporada     | Part.     | Goles     | Asist.    | Part.      | Goles      | Asist.     | Part.   | Goles   | Asist.  | Part. | Goles | Asist. |
| -------------- | ------------- | --------- | --------- | --------- | ---------- | ---------- | ---------- | ------- | ------- | ------- | ----- | ----- | ------ |
| Sub-17 · Chile | 2017          | 2         | 0         | 0         | 3          | 0          | 0          | 2       | 0       | 0       | 7     | 0     | 0      |
| Sub-17 · Chile | Total         | 2         | 0         | 0         | 3          | 0          | 0          | 2       | 0       | 0       | 7     | 0     | 0      |
| Sub-20 · Chile | 2018          | 1         | 0         | 0         | —          | —          | —          | —       | —       | —       | 1     | 0     | 0      |
| Sub-20 · Chile | 2019          | —         | —         | —         | 2          | 0          | 1          | —       | —       | —       | 2     | 0     | 1      |
| Sub-20 · Chile | Total         | 1         | 0         | 0         | 2          | 0          | 1          | 0       | 0       | 0       | 3     | 0     | 1      |
| Sub-23 · Chile | 2020          | —         | —         | —         | 1          | 0          | 0          | —       | —       | —       | 1     | 0     | 0      |
| Sub-23 · Chile | Total         | 0         | 0         | 0         | 1          | 0          | 0          | 0       | 0       | 0       | 1     | 0     | 0      |
| Adulta · Chile | 2021          | 2         | 0         | 0         | 2          | 0          | 0          | —       | —       | —       | 4     | 0     | 0      |
| Adulta · Chile | 2022          | 5         | 0         | 0         | —          | —          | —          | —       | —       | —       | 5     | 0     | 0      |
| Adulta · Chile | Total         | 7         | 0         | 0         | 2          | 0          | 0          | 0       | 0       | 0       | 9     | 0     | 0      |
| Total carrera  | Total carrera | 10        | 0         | 0         | 8          | 0          | 1          | 2       | 0       | 0       | 20    | 0     | 1      |
| 1. 2.          |               |           |           |           |            |            |            |         |         |         |       |       |        |

### Resumen estadístico
| Competición               | Partidos | Goles | Asistencias |
| ------------------------- | -------- | ----- | ----------- |
| Primera división de Chile | 103      | 25    | 9           |
| Serie A                   | 12       | 0     | 0           |
| Superliga de Grecia       | 29       | 2     | 3           |
| Serie B                   | 4        | 1     | 0           |
| Copa Chile                | 9        | 3     | 1           |
| Supercopa de Chile        | 4        | 1     | 2           |
| Copa de Grecia            | 5        | 0     | 1           |
| Copa Italia               | 2        | 0     | 0           |
| Copa Libertadores         | 20       | 2     | 1           |
| Copa Sudamericana         | 10       | 1     | 0           |
| Selección Sub-17 de Chile | 7        | 0     | 0           |
| Selección Sub-20 de Chile | 3        | 0     | 1           |
| Selección Sub-23 de Chile | 1        | 0     | 0           |
| Selección adulta          | 9        | 0     | 0           |
| Total                     | 218      | 35    | 18          |

## Palmarés

### Títulos nacionales
| Título             | Equipo                     | País  | Año  |
| ------------------ | -------------------------- | ----- | ---- |
| Primera División   | C. D. Universidad Católica | Chile | 2018 |
| Supercopa de Chile | C. D. Universidad Católica | Chile | 2019 |
| Primera División   | C. D. Universidad Católica | Chile | 2019 |
| Primera División   | C. D. Universidad Católica | Chile | 2020 |
| Supercopa de Chile | C. D. Universidad Católica | Chile | 2020 |
| Supercopa de Chile | C. D. Universidad Católica | Chile | 2021 |
| Primera División   | C. D. Universidad Católica | Chile | 2021 |

### Títulos internacionales
| Título               | Equipo (*)                | Sede    | Año  |
| -------------------- | ------------------------- | ------- | ---- |
| Juegos Suramericanos | Selección de Chile Sub-20 | Bolivia | 2018 |